# Andy Robinson (rugby à XV)
Pour les articles homonymes, voir Andrew Robinson et Robinson.
Pas d'image ? Cliquez ici

a Compétitions nationales et continentales officielles uniquement.

b Matchs officiels uniquement.
Dernière mise à jour le 25 octobre 2023.
Richard Andrew Robinson dit Andy Robinson, né le 3 avril 1964 à Taunton (Somerset), est un joueur et entraîneur anglais de rugby à XV.
Il effectue toute sa carrière de joueur à Bath Rugby et est sélectionné à huit reprises avec l'équipe d'Angleterre. Il commence sa carrière d'entraîneur dans son club, avant d'être nommé adjoint de l'équipe d'Angleterre par Clive Woodward en 2000. Il contribue grandement à la victoire finale lors de la Coupe du monde 2003. Désigné comme son successeur à l'automne 2004, son mandat à la tête de l'Angleterre est difficile, au point qu'il démissionne à peine un an avant la Coupe du monde 2007. Il entraîne ensuite en Écosse, d'abord l'équipe d'Edinburgh Rugby puis l'équipe d'Écosse avant de revenir au pays. Il entraîne également l'équipe de Roumanie avant de revenir à Bath comme directeur du centre de formation.

## Carrière de joueur
Andy Robinson joue onze saisons à Bath Rugby au poste Troisième ligne aile. Ses bonnes performances dans son club lui valent d'être sélectionné pour la tournée de l'équipe d'Angleterre en Australie et Fidji à l'été 1988. Il dispute également les quatre matchs du Tournoi des Cinq Nations 1989 inscrivant un essai contre l'équipe de France, puis dispute son dernier match contre l'Afrique du Sud championne du monde en 1995. Il est appelé pour la tournée des Lions britanniques en Australie puis est élu joueur européen de l'année en 1989.

## Carrière d'entraîneur

### Bath Rugby
Nommé entraîneur de son club après le départ de Brian Ashton, il mène l'équipe à la victoire en Coupe d'Europe contre le tenant du titre, le CA Brive, dans une finale très accrochée au Parc Lescure à Bordeaux (19-18). Il quitte le club en 2000 lorsqu'il est nommé entraîneur adjoint chargé des avants pour l'équipe d'Angleterre.

### Angleterre
Nommé entraîneur adjoint chargé des avants de Clive Woodward à l'été 2000, il devient son premier adjoint après le départ de Brian Ashton en 2002. Il joue un rôle essentiel dans la conquête du titre mondial en 2003. La dernière année de Woodward à la tête de l'Angleterre voit l'équipe nationale perdre autant de matchs que lors de sa première année et les relations entre le staff anglais et les clubs se dégrader fortement. Woodward décide de démissionner le 2 septembre 2004, Robinson étant nommé sélectionneur intérimaire. Andy Robinson est confirmé comme sélectionneur le 14 octobre 2004, avant même le début de la tournée automnale. Après des débuts réussis contre le Canada et l'Afrique du Sud, Robinson connaît une série de quatre défaites consécutives contre l'Australie, le Pays de Galles, la France et l'Irlande, avec au maximum six points d'écart. L'absence de Jonny Wilkinson, souvent blessé, s'avère préjudiciable pour l'Angleterre, notamment contre l'Australie et la France où les échecs dans l'exercice du tir au but ont coûté la victoire à l'équipe. La défaite contre l'Irlande marquait le plus mauvais parcours de l'Angleterre dans le tournoi depuis 1987, avec trois défaites inaugurales. Deux victoires contre l'Italie et l'Écosse permettent de sauver l'honneur et d'obtenir la quatrième place. La tournée automnale marque des progrès, avec deux victoires contre l'Australie et les Samoa et une courte défaite contre la Nouvelle-Zélande. La deuxième saison démarre plutôt bien avec deux victoires contre le Pays de Galles et l'Italie. Néanmoins, à partir du match contre l'Écosse (perdu 18-12), l'Angleterre réalise une série de sept défaites consécutives, ce qui n'était plus arrivé depuis les années 1970. La défaite contre l'Argentine à Twickenham rend la position de Robinson très délicate à la tête de la sélection, que la double confrontation contre l'Afrique du Sud ne permet pas de préserver. Robinson avait d'ailleurs du être reconfirmé en plein tournoi, deux jours après la lourde défaite contre la France. Une tentative de refonte du staff avait eu lieu au printemps, mais sans plus de succès. Le 29 novembre 2006, il démissionne de la sélection (9 victoires en 22 matchs), soulignant le manque de soutien des supporters et de la RFU.
| Adversaire       | Matchs joués | Matchs gagnés | Matchs nuls | Matchs perdus | Pourcentage de victoire |
| ---------------- | ------------ | ------------- | ----------- | ------------- | ----------------------- |
| Afrique du Sud   | 3            | 2             | 0           | 1             | 66,70 %                 |
| Argentine        | 1            | 0             | 0           | 1             | 0 %                     |
| Australie        | 4            | 1             | 0           | 3             | 25 %                    |
| Canada           | 1            | 1             | 0           | 0             | 100 %                   |
| Écosse           | 2            | 1             | 0           | 1             | 50 %                    |
| France           | 2            | 0             | 0           | 2             | 0 %                     |
| Pays de Galles   | 2            | 1             | 0           | 1             | 50 %                    |
| Irlande          | 2            | 0             | 0           | 2             | 0 %                     |
| Italie           | 2            | 2             | 0           | 0             | 100 %                   |
| Nouvelle-Zélande | 2            | 0             | 0           | 2             | 0 %                     |
| Samoa            | 1            | 1             | 0           | 0             | 100 %                   |
| Total            | 22           | 9             | 0           | 13            | 40,9 %                  |

### Écosse
En juin 2009, il est nommé sélectionneur de l'Écosse pour une durée de trois ans. Son mandat est marqué par des victoires sur des nations majeures contre l'Afrique du Sud, l'Australie ou l'Irlande, mais aussi par des défaites inquiétantes contre l'Italie et les Tonga. Son meilleur bilan dans le tournoi reste une cinquième place acquise en 2010 avec une victoire (contre l'Irlande) et un nul (contre l'Angleterre). L'Écosse est éliminée en poule lors de la Coupe du monde 2011 avec deux victoires contre la Roumanie et la Géorgie et deux défaites contre l'Argentine et l'Angleterre. Il démissionne à la suite de la défaite à domicile contre les Tonga.

### Retour à Bath
En juin 2023, Andy Robinson est nommé directeur du centre de formation de son ancien club.

## Palmarès

### Joueur
- Bath Rugby
  - Champion d'Angleterre : 1989, 1991, 1992, 1993, 1994, 1996
  - Vainqueur de la Coupe d'Angleterre : 1989, 1990, 1992, 1994, 1995, 1996
- Angleterre
  - Calcutta Cup : 1989
  - Millennium Trophy : 1989

### Entraîneur
- Bath Rugby
  - Coupe d'Europe : 1998
- Angleterre (adjoint)
  - Tournoi des Six Nations : 2001, 2003
  - Grand Chelem : 2003
  - Calcutta Cup : 2001, 2002, 2003, 2004
  - Millennium Trophy : 2002, 2003
  - Trophée Eurostar : 2001, 2003
  - Coupe du monde : 2003
- Angleterre
  - Calcutta Cup : 2005
- Écosse
  - Centenary Quaich : 2010
- Bristol Rugby
  - Championnat d'Angleterre de 2e division : 2016

## Distinctions
- Officier de l'Ordre de l'Empire britannique